# Xizicus orlovi
Xizicus orlovi är en insektsart som beskrevs av Andrej Vasiljevitj Gorochov 2005. Xizicus orlovi ingår i släktet Xizicus och familjen vårtbitare. Inga underarter finns listade i Catalogue of Life.